# Chambourcy
Chambourcy este o comună franceză situată în departamentul Yvelines, în regiunea Île-de-France. 

## Geografie

### Localizare
Comuna Chambourcy se află la sud de pădurea Saint-Germain-en-Laye și la nord de pădurea Marly. Este limitrofă cu Poissy la nord, cu Saint-Germain-en-Laye la nord-est, cu Fourqueux la est, cu Aigremont la vest, iar cu Feucherolles și Saint-Nom-la-Bretèche la sud. Teritoriul, foarte urbanizat în jumătatea sa nordică, este puternic împădurit în partea sudică (pădurea Marly) și găzduiește un teren de golf.

### Hidrografie
Un pârâu, Buzot, traversează comuna. Acest pârâu, cu o lungime de 9 km, curge spre est și se varsă în Sena la Le Pecq, după ce a traversat comuna Saint-Germain-en-Laye, fiind de cele mai multe ori canalizat și îngropat.

### Climă
În 2010, clima comunei era de tip oceanic al câmpiilor din Centru și de Nord, conform unui studiu a CNRS care se baza pe o serie de date care acoperă perioada 1971-2000. În 2020, Météo-France a publicat o tipologie a climei din Franța metropolitană în care comuna este expusă la un climat oceanic și se încadrează în regiunea climatică sud-vestică a bazinului parizian, caracterizată prin precipitații scăzute, în special în primăvară (120 până la 150 mm) și o iarnă rece (3,5 °C).
Pentru perioada 1971-2000, temperatura medie anuală este de 11,3 °C, cu o amplitudine termică anuală de 14,5 °C. Cantitatea medie anuală de precipitații este de 685 mm, cu 11 zile de precipitații în ianuarie și 7,9 zile în iulie. Pentru perioada 1991-2020, temperatura medie anuală observată la stația meteorologică cea mai apropiată, situată în comuna Maule la 14 km distanță în linie dreaptă, este de 11,8 °C, iar cantitatea medie anuală de precipitații este de 677,0 mm.
Pentru viitor, parametrii climatici estimati pentru comună, pentru anul 2050, conform diferitelor scenarii de emisii de gaze cu efect de seră, pot fi consultati pe un site dedicat publicat de Météo-France în noiembrie 2022.

## Urbanism

### Tipologie
La 1 ianuarie 2024, Chambourcy a fost clasificată drept mare centru urban, conform noii grile comunale de densitate în șapte niveluri, stabilită de INSEE (Institutul Național de Statistică și Studii Economice) în 2022. Aceasta aparține unității urbane a Parisului, o aglomerație inter-departamentală care cuprinde 407 comune, dintre care face parte ca o comună din suburbii. În plus, comuna face parte din aria metropolitană a Parisului, fiind una dintre comunele polului principal, această zonă reunind 1.929 de comune.

### Căi de comunicație și transport
Traseul de drumeție de lung parcurs GR 1 (turul regiunii Île-de-France) urmează limita sudică a comunei, de la Fourqueux la est până la Feucherolles la vest.
Comuna Chambourcy este deservită de drumul național 13, cunoscut sub denumirea de „route de quarante sous”, care o traversează de la est la vest. De asemenea, este străbătută în sud-vest de autostrada A13 și în nord de autostrada A14.

## Toponimie
Numele localității este atestat sub formele Camborciacum în secolul al IX-lea, Camburciacum în 1150, Chamborci în secolul al XIII-lea și Chamboutz.
În lipsa unor forme suficient de vechi, deci bine caracterizate, toponimiștii apropie numele Chambourcy de cel al localității Chambrecy (Marne), atestată ca Camarciacum în jurul anului 948.
Este vorba despre un tip toponimic frecvent în -acum, sufix galic latinizat (la originea majorității terminațiilor în -y din nordul Franței), precedat de un nume de persoană Camarcius / Camartius sau Camburcius (derivat din Camburcus), de asemenea de origine galică.

## Istorie
- 1224: fondarea abației Joyenval.
- 1346: abația Joyenval și castelul Montjoie au fost jefuite de trupele engleze ale regelui Eduard al III-lea.
- 1686–1786: funcționarea apeductului Retz[19].
- 1789: crearea „Deșertului de Retz”[20], o grădină romantică ce include numeroase „follies” (fantezii arhitecturale), printre care „coloana dărâmată”, „piramida”, „pavilionul chinezesc” etc.
- 1934: fondarea lăptăriei ALB, care va lansa în 1948 „petit Chambourcy”, un tip de petit-suisse[n 5].

## Populația și societatea

### Date demografice
Evoluția numărului de locuitori este cunoscută prin recensămintele populației efectuate în comună începând din 1793. Pentru comunele cu mai puțin de 10 000 de locuitori, un recensământ al întregii populații este realizat la fiecare cinci ani, populațiile legale pentru anii intermediari fiind estimate prin interpolare sau extrapolare.
În 2022, comuna număra 5 826 locuitori, în creștere cu +2,99 % față de 2016 (Yvelines: +2,72 %, Franța fără Mayotte: +2,11 %).
| An        | 1793 | 1821 | 1841 | 1856 | 1876 | 1886 | 1901 | 1921 | 1936 | 1962  | 1982  | 2006  | 2014  | 2022  |
| --------- | ---- | ---- | ---- | ---- | ---- | ---- | ---- | ---- | ---- | ----- | ----- | ----- | ----- | ----- |
| Populație | 607  | 582  | 695  | 651  | 787  | 831  | 884  | 881  | 927  | 2 068 | 5 052 | 5 812 | 5 792 | 5 826 |

## Cultură locală și patrimoniu

### Locuri și monumente
- Biserica Sainte-Clotilde: biserică în stil romanic datând din secolul al XII-lea, remodelată de mai multe ori de-a lungul secolelor. În această biserică se află moaștele sfintei Clotilde, soția regelui franc Clovis I, pe care l-a convins să se convertească la religia catolică.
- Deșertul de Retz, situat pe allée Frédéric-Passy, clasat monument istoric în 1941[20], a fost construit pe locul satului Saint-Jacques-de-Retz, un așezământ abandonat și aflat în ruină la nord de actuala comună, la marginea pădurii Marly.

Acest nume a fost atribuit, în secolul Luminilor, acelor locuri retrase unde oamenii se izolau pentru a medita sau a se lăsa pradă visării. Cel din Chambourcy, unul dintre cele mai bine conservate din Franța, este probabil și cel mai original. Se prezintă sub forma unei grădini anglo-chineze, întinsă pe patruzeci de hectare, plantată cu specii rare.
Parcul a fost achiziționat de comună în 2007, care îl deschide publicului în zilele de sâmbătă.
- Casa lui André Derain, situată la nr. 64, Grande Rue, construită în secolul al XVIII-lea și remodelată în secolele XIX și XX, este înscrisă în inventarul suplimentar al monumentelor istorice din 1986[29][30].
- Vestigii ale abației Joyenval, datând din secolul al XIII-lea, aflate pe terenul actualului teren de golf, sunt înscrise în lista monumentelor istorice din 1989[31]. Parcul fostei abații a devenit un teren de golf[32].
- Un castel din secolul al XIX-lea, situat nu departe de sat, în direcția Aigremont, care, deși nu este clasat drept patrimoniu, servește drept cămin pentru persoane vârstnice.
- Apeductul de Retz, conceput de Nicolas Lejongleur, a cărui construcție a început la sfârșitul secolului al XVII-lea[33].

### Personalități
- André Derain (1880–1954), unul dintre fondatorii fauvismului, și-a instalat atelierul într-o locuință din secolul al XVIII-lea situată în sat, numită La Roseraie.
- Pedro Miguel Pauleta, fost jucător al clubului Paris Saint-Germain.
- Georges Thill⁠(d) (1897–1984), tenor liric francez.

## Înfrățiri
- Germania – Elbingerode
- Anglia – Lutterworth